# Ťupíci
Ťupíci je české pěvecké trio, které vzniklo v roce 2025 ve složení Barbora Poláková, Jan Cina, Marek Adamczyk.
Videoklip k první písni „Blízko“ byl zveřejněn v srpnu 2025 na platformě Youtube. Avšak skutečně první skladbou, kterou trio nazpívalo, byla píseň „A-E-I-O-U“, k níž byl videoklip vydán v listopadu 2023 na kanále Barbory Polákové.

## Diskografie

### Videoklipy
- 2023: A-E-I-O-U
- 2025: Blízko